# Giorgi Begaszwili
Giorgi Begaszwili (gruz. გიორგი ბეგაშვილი, ur. 12 lutego 1991 w Saczchere) – gruziński piłkarz, grający na pozycji bramkarza w gruzińskim klubie Dinamo Batumi. W swojej karierze grał także w Czichura Saczchere, FC Gagra, Merani Martwili, SK Samtredia, Dinamo Tbilisi oraz Dila Gori.

## Sukcesy

### Klubowe
Dinamo Tbilisi
- Mistrzostwo Gruzji: 2015/2016
- Zdobywca Pucharu Gruzji: 2015/2016
- Zdobywca Superpucharu Gruzji: 2015